# システィーナ歌舞伎
システィーナ歌舞伎（システィーナかぶき）は、徳島県の大塚国際美術館システィーナホールで行われる歌舞伎の公演である。「和と洋のコラボレーション」をテーマとしており、演目は同公演のための書き下ろし新作歌舞伎である。

## 概要
大塚国際美術館は大塚製薬グループによって設立された陶製複製画の展示を目的とした美術館であり、館内のシスティーナホールはバチカン宮殿のシスティーナ礼拝堂を模したホールである。部屋自体がシスティーナ礼拝堂の内部を原寸大再現 し、ルネサンス期の壁面画・装飾絵画などの文化財を模した模造芸術であるとともに多目的ホールとしても利用され、2009年より松竹の制作で歌舞伎公演が行われているほか、同ホールはシスティーナ歌舞伎が始まったのと同じ2009年からは将棋の王将戦の会場としても利用されている。
公演期間中は美術館全体が貸切休館となる。公演チケットを購入した観客は館内の観覧が可能。
主催は松竹と大塚国際美術館。初回より「文化立県とくしま推進事業」に採択されており、県の助成を受けるほか、地元徳島新聞社が共催している。
主として上方歌舞伎の俳優によって演じられており、特に第3回公演からは片岡愛之助を中心とした配役で上演されている。また、第6回と第8回、第9回の公演には女優が出演しているが、これは歌舞伎の公演、とりわけ松竹の歌舞伎の公演としては極めて珍しい。
2021年は新型コロナウイルス感染症拡大防止のため公演を開催しないことが発表され、翌2022年、2023年も同様の理由で公演を開催しないことが発表された。

## 公演
| 回数   | 公演年                                   | 演目                                                               | 主な出演者                                                                                                | 題材                                     | 備考 |
| ------ | ---------------------------------------- | ------------------------------------------------------------------ | --- | ---------------------------------------- | --- |
| 第一回 | 2009年9月                                | きりしたんでらいぶん がらしゃ 『切支丹寺異聞 伽藍紗』              | 上村吉弥、坂東薪車                                                                                        | 細川ガラシャ                             | 梅若六郎原案・山本東次郎作の能「伽藍紗」に基づく。 脚色・演出：水口一夫 作曲：苫舟、振付：藤間勘十郎                                                                                     |
| 第二回 | 2010年11月                               | 『スサノオ susanoo』                                               | 上村吉弥、坂東薪車、中村壱太郎                                                                            | スサノオ                                 | 近松門左衛門『日本振袖始』より 作・演出：水口一夫 作曲：苫舟、振付：藤間勘十郎、装置：前田剛 石見神楽小笹社中 （財）阿波人形浄瑠璃振興会 弦楽四重奏：徳島室内楽団                        |
| 第三回 | 2011年11月                               | 『GOEMON 石川五右衛門』                                            | 片岡愛之助、中村壱太郎、上村吉弥、上村吉太郎、石田太郎、伊礼彼方、 小島章司（特別出演・フラメンコ舞踊家） | 石川五右衛門                             | 作・演出：水口一夫 作曲：苫舟、振付：藤間勘十郎、装置：前田剛 2013年2月と2014年10月には大阪松竹座、2016年には新橋演舞場で再演され、 2021年10月に改めて大阪松竹座で再演が予定されている。 |
| 第四回 | 2012年11月                               | しゅてんどうじ 『主天童子 Shiro Amakusa』                          | 片岡愛之助、中村壱太郎、中村種之助、上村吉弥、上村吉太郎、坂東薪車、津嘉山正種                            | 天草四郎 ／酒呑童子                      | 作・演出：水口一夫 振付：藤間勘十郎、作曲：苫舟、装置：前田剛、照明：高山晴彦、音響：畑中富雄                                                                                            |
| 第五回 | 2014年2月                                | まんげつ あわのよばなし 『満月阿波噺 フィガロ』 ～恋のアラベスク～ | 片岡愛之助、上村吉弥、中村壱太郎                                                                          | フィガロの結婚                           | 作・演出：水口一夫、振付：藤間勘十郎 |
| 第六回 | 2015年2月                                | ゆりわかまるゆみのいさおし 『百合若丸弓軍功 ユリシーズ』           | 片岡愛之助、大和悠河、上村吉弥、中村種之助、市村橘太郎、張春祥                                            | 『百合若伝説』 ／『オデュッセイア』      | 作・演出：水口一夫 振付：藤間勘十郎 |
| 第七回 | 2016年2月                                | 『La Belle et la Bȇte 美女と野獣』                                 | 片岡愛之助、中村壱太郎、上村吉弥、木場勝己                                                                | 『美女と野獣』                           | 作・演出：水口一夫、振付：藤間勘十郎 |
| 第八回 | 2018年2月                                | 『GOEMON ロマネスク』                                              | 片岡愛之助、上村吉弥、中村壱太郎、中村種之助、佐藤浩希、彩輝なお                                          | 石川五右衛門                             | 作・演出：水口一夫、振付：藤間勘十郎 |
| 第九回 | 2019年2月                                | しんしょこくものがたり 『新説諸国譚 TAMETOMO』                     | 片岡愛之助、舞羽美海、中村壱太郎、市川猿弥、上村吉弥                                                      | 『椿説弓張月』 ／アーサー王物語          | 作・演出：水口一夫、振付：藤間勘十郎 |
| 第十回 | 2020年2月                                | 『NOBUNAGA』                                                       | 片岡愛之助、中村壱太郎、上村吉弥、今井翼、舞羽美海                                                        | 織田信長                                 | 作・演出：水口一夫、振付：藤間勘十郎 |
| （－） | 2021年、2022年、2023年は公演を実施せず。 | 2021年、2022年、2023年は公演を実施せず。                           | 2021年、2022年、2023年は公演を実施せず。                                                                  | 2021年、2022年、2023年は公演を実施せず。 | 2021年、2022年、2023年は公演を実施せず。 |